# Кострово (Тульская область)
Кострово — деревня в составе муниципального образования город Алексин Тульской области России.
Указом губернатора Тульской области Дюмина Алексея Геннадьевича (от 20 июля 2017) д. Кострово присвоено звание «Населённый пункт воинской доблести».

## География
Деревня находится в северо-западной части Тульской области, в пределах северо-восточного склона Среднерусской возвышенности, в подзоне широколиственных лесов, при автодороге 70К-024, на расстоянии примерно 24 километров (по прямой) к юго-востоку от города Алексина, административного центра округа. Абсолютная высота — 225 метров над уровнем моря.
Климат
Климат характеризуется как умеренно континентальный, с ярко выраженными сезонами года. Средняя температура воздуха летнего периода — 16 — 20 °C (абсолютный максимум — 38 °С); зимнего периода — −5 — −12 °C (абсолютный минимум — −46 °С). Снежный покров держится в среднем 130—145 дней в году. Среднегодовое количество осадков — 650—730 мм.
Часовой пояс
Деревня Кострово, как и вся Тульская область, находится в часовой зоне МСК (московское время). Смещение применяемого времени относительно UTC составляет +3:00.

## Население
| 2010 |
| ---- |
| 20   |

Половой состав
По данным Всероссийской переписи населения 2010 года в гендерной структуре населения мужчины составляли 40 %, женщины — соответственно 60 %.
Национальный состав
Согласно результатам переписи 2002 года, в национальной структуре населения русские составляли 100 % из 18 чел.

## Памятная стела
Открыта в 2017 году в память о героях, остановивших врага на пути к Туле и Москве. Боевые действия вблизи д. Кострово в начале декабря 1941 года стали ключевыми в обороне столиц – нашей области и страны. Ценой собственной жизни алексинцы смогли заложить ростки грядущей великой Победы над немецко-фашистскими захватчиками. 